# Bahnhof Dorfgastein

Der Bahnhof Dorfgastein ist ein Zwischenbahnhof der ÖBB an der Tauernbahn im Land Salzburg.

## Lage
Der Bahnhof liegt direkt beim Ortszentrum von Dorfgastein neben der B 167 (Gasteiner Straße). Er ist sozusagen das „Tor“ zur Tauernstrecke.

## Geschichte
Nachdem 1875 die Giselabahn zwischen Salzburg und Innsbruck eröffnet worden war, wurde 1886 der Plan zur Errichtung einer Kleinbahn von Lend bis Gastein eingereicht. Die Nordstrecke der Tauernbahn wurde am 20. September 1905 eröffnet, wobei Kaiser Franz Joseph I. am Bahnhof Dorfgastein von den Vereinen und den Kindern der Volksschule Dorfgastein feierlich empfangen wurde.
Im Zeitraum von 1976 bis 1981 erfolgte der zweigleisige Ausbau der Strecke Hofgastein–Dorfgastein–Unterberg–Klammstein, wobei der Bahnhof Dorfgastein und die dortigen Gleisanlagen umgebaut und mit einer Fußgänger-Unterführung versehen wurden.

## Ausstattung

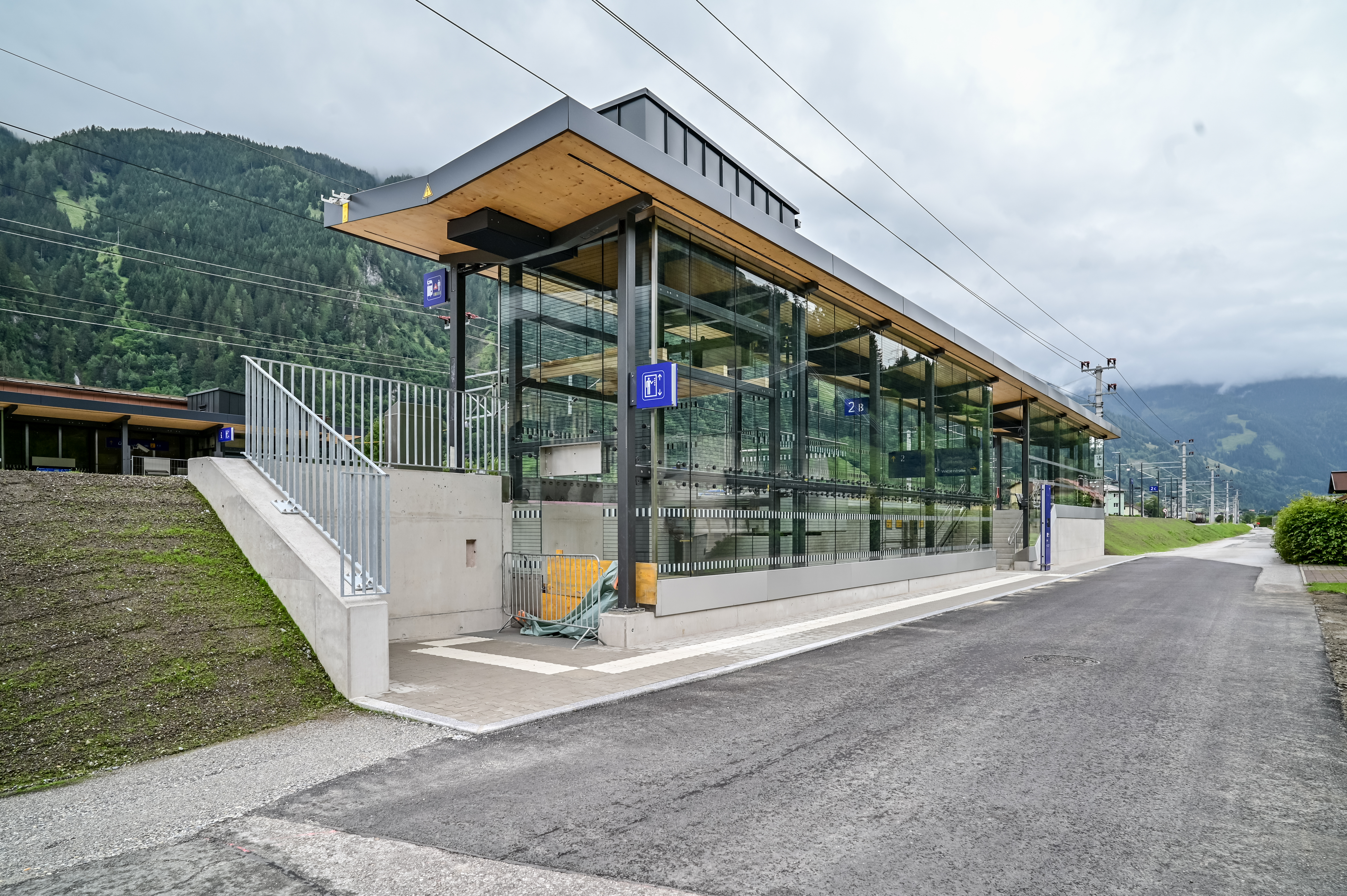
Zugang zum Bahnhof Dorfgastein von der Wiesenstraße

Der Bahnhof hat vier Durchfahrtgleise. Die beiden äußeren haben Randbahnsteige.
Im renovierten Bahnhofsgebäude befindet sich neben einem Warteraum und einem Fahrkartenautomaten auch ein Schalter. Dieser ist nicht besetzt.
Die Bahnhöfe Dorfgastein, Schwarzach-St. Veit, Bad Hofgastein und Bad Gastein werden bis 2027 modernisiert.

## Abfahrten
Der Bahnhof wird – ebenso wie die Bahnhöfe Bad Gastein und Bad Hofgastein – ausschließlich von Fernverkehrszügen (InterCity, EuroCity, Railjet und ICE) im Zweistundentakt bedient. Diese verkehren auf der Relation Klagenfurt – Salzburg. Einzelne Züge verkehren über Salzburg hinaus bis München bzw. Frankfurt oder Dortmund.
Unweit des Bahnhofs befindet sich an der Hauptstraße eine Bushaltestelle.